# Fotboll vid olympiska sommarspelen 2012
Fotboll vid olympiska sommarspelen 2012 i London spelades mellan 25 juli och 11 augusti 2012. 

## Medaljsammanfattning
| Gren                         | Guld | Guld | Silver | Silver | Brons | Brons |
| ---------------------------- | --- | --- | --- | --- | --- | --- |
| Damernas turnering detaljer  | USA Hope Solo Heather Mitts Christie Rampone Becky Sauerbrunn Kelley O'Hara Amy LePeilbet Shannon Boxx Amy Rodriguez Heather O'Reilly Carli Lloyd Sydney Leroux Lauren Cheney Alex Morgan Abby Wambach Megan Rapinoe Rachel Buehler Tobin Heath Nicole Barnhart            | USA Hope Solo Heather Mitts Christie Rampone Becky Sauerbrunn Kelley O'Hara Amy LePeilbet Shannon Boxx Amy Rodriguez Heather O'Reilly Carli Lloyd Sydney Leroux Lauren Cheney Alex Morgan Abby Wambach Megan Rapinoe Rachel Buehler Tobin Heath Nicole Barnhart            | Japan Miho Fukumoto Yukari Kinga Azusa Iwashimizu Saki Kumagai Aya Sameshima Mizuho Sakaguchi Kozue Ando Aya Miyama Nahomi Kawasumi Homare Sawa Shinobu Ohno Kyoko Yano Karina Maruyama Asuna Tanaka Megumi Takase Mana Iwabuchi Yūki Ōgimi Ayumi Kaihori | Japan Miho Fukumoto Yukari Kinga Azusa Iwashimizu Saki Kumagai Aya Sameshima Mizuho Sakaguchi Kozue Ando Aya Miyama Nahomi Kawasumi Homare Sawa Shinobu Ohno Kyoko Yano Karina Maruyama Asuna Tanaka Megumi Takase Mana Iwabuchi Yūki Ōgimi Ayumi Kaihori | Kanada Karina LeBlanc Emily Zurrer Chelsea Stewart Carmelina Moscato Robyn Gayle Kaylyn Kyle Rhian Wilkinson Diana Matheson Candace Chapman Lauren Sesselmann Desiree Scott Christine Sinclair Sophie Schmidt Melissa Tancredi Kelly Parker Jonelle Filigno Brittany Timko Erin McLeod Melanie Booth Marie-Eve Nault | Kanada Karina LeBlanc Emily Zurrer Chelsea Stewart Carmelina Moscato Robyn Gayle Kaylyn Kyle Rhian Wilkinson Diana Matheson Candace Chapman Lauren Sesselmann Desiree Scott Christine Sinclair Sophie Schmidt Melissa Tancredi Kelly Parker Jonelle Filigno Brittany Timko Erin McLeod Melanie Booth Marie-Eve Nault |
| Herrarnas turnering detaljer | Mexiko José Corona Israel Jiménez Carlos Salcido Hiram Mier Dárvin Chávez Héctor Herrera Javier Cortés Marco Fabián Oribe Peralta Giovani dos Santos Javier Aquino Raúl Jiménez Diego Reyes Jorge Enríquez Néstor Vidrio Miguel Ponce Néstor Araujo José Antonio Rodríguez | Mexiko José Corona Israel Jiménez Carlos Salcido Hiram Mier Dárvin Chávez Héctor Herrera Javier Cortés Marco Fabián Oribe Peralta Giovani dos Santos Javier Aquino Raúl Jiménez Diego Reyes Jorge Enríquez Néstor Vidrio Miguel Ponce Néstor Araujo José Antonio Rodríguez | Brasilien Gabriel Rafael Pereira da Silva Thiago Emiliano da Silva Juan Jesus Sandro Marcelo Lucas Rômulo Leandro Damião Oscar Neymar Hulk Bruno Uvini Danilo Alex Sandro Ganso Alexandre Pato Neto                                                       | Brasilien Gabriel Rafael Pereira da Silva Thiago Emiliano da Silva Juan Jesus Sandro Marcelo Lucas Rômulo Leandro Damião Oscar Neymar Hulk Bruno Uvini Danilo Alex Sandro Ganso Alexandre Pato Neto                                                       | Sydkorea Jung Sung-Ryong Oh Jae-Seok Yun Suk-Young Kim Young-Gwon Kim Kee-Hee Ki Sung-Yueng Kim Bo-Kyung Baek Sung-Dong Ji Dong-Won Park Chu-Young Nam Tae-Hee Hwang Seok-Ho Koo Ja-Cheol Kim Chang-Soo Park Jong-Woo Jung Woo-Young Kim Hyun-Sung Lee Beom-Young                                                    | Sydkorea Jung Sung-Ryong Oh Jae-Seok Yun Suk-Young Kim Young-Gwon Kim Kee-Hee Ki Sung-Yueng Kim Bo-Kyung Baek Sung-Dong Ji Dong-Won Park Chu-Young Nam Tae-Hee Hwang Seok-Ho Koo Ja-Cheol Kim Chang-Soo Park Jong-Woo Jung Woo-Young Kim Hyun-Sung Lee Beom-Young                                                    |

Denna tabell: visa • redigera

## Damernas turnering
| Grupp E                                              | Grupp F                                | Grupp G                                  |
| ---------------------------------------------------- | -------------------------------------- | ---------------------------------------- |
| - Storbritannien - Nya Zeeland - Kamerun - Brasilien | - Japan - Kanada - Sverige - Sydafrika | - USA - Frankrike - Colombia - Nordkorea |

## Herrarnas turnering
| Grupp A                                                      | Grupp B                               | Grupp C                                       | Grupp D                                |
| ------------------------------------------------------------ | ------------------------------------- | --------------------------------------------- | -------------------------------------- |
| - Storbritannien - Senegal - Förenade arabemiraten - Uruguay | - Mexiko - Sydkorea - Gabon - Schweiz | - Brasilien - Egypten - Belarus - Nya Zeeland | - Spanien - Japan - Honduras - Marocko |

## Diskussionen kring Storbritanniens fotbollslandslag
För första gången sen kvalet till de olympiska spelen 1972 ställde Storbritannien upp med ett gemensamt lag (England, Nordirland, Skottland och Wales tillsammans), Storbritanniens herrlandslag i fotboll. Skottlands, Wales och Nordirlands fotbollsförbund var däremot kritiska till detta eftersom de var rädda att deras oberoende i europeiska och internationella sammanhang skulle kunna hotas.
Storbritanniens separata damfotbollslandslag hade aldrig förut tävlat tillsammans.

## Arenor
De två turneringarna kommer att spelas på sex olika arenor runt om i Storbritannien. Förutom värdstaden London så kommer Manchester, Newcastle, Coventry i England, Glasgow i Skottland samt Cardiff i Wales att stå som värd för fotbollen. Nedan finns arenorna listade.
- Wembley Stadium, London (kapacitet: 90 000)
- Old Trafford, Manchester (kapacitet: 76 212)
- Millennium Stadium, Cardiff (kapacitet: 74 500)
- St James' Park, Newcastle (kapacitet: 52 387)
- Hampden Park, Glasgow (kapacitet: 52 103)
- City of Coventry Stadium, Coventry (kapacitet: 32 609)